# Zajednica neovisnih država
Zajednica neovisnih država (Zajednica nezavisnih država, ZND), gospodarski,  politički i ekonomski savez 12 bivših sovjetskih republika. Stvorena je 8. prosinca 1991. godine sporazumom Rusije, Bjelorusije i Ukrajine, kojima su se 21. prosinca iste godine pridružili Armenija, Azerbajdžan, Kazahstan, Kirgistan, Moldavija, Tadžikistan, Turkmenistan i Uzbekistan. ZND-u se 1993. godine pridružila i Gruzija, ali je nakon rata s Rusijom 2008. napustila savez.
Sjedište organizacije je u Minsku.

## Povijest
Stvaranje ZND je označilo raspad Sovjetskog Saveza i, prema riječima tadašnjeg ruskog vodstva, imalo je svrhu "omogućiti civilizirani razvod" između sovjetskih republika. Međutim, mnogi promatrači ZND vide kao oruđe kojim Rusija čuva svoj utjecaj na postsovjetske države. Od svog stvaranja države-članice ZND su potpisale niz dokumenata koji se tiču integracije i kooperacije u oblastima ekonomije, obrane i vanjske politike.
Dvije postsovjetske države su 1996. stvorile Savez Rusije i Bjelorusije, koja je danas formalno konfederalne prirode, ali kojoj je svrha u budućnosti prerasti u federaciju (kao nekadašnji SSSR).
Nakon Rusko-gruzijskog rata 2008. god, Gruzija je istupila iz ZND. 2009. godine je zabilježeno protestno držanje srednjoazijskih država koje su članice ZND, koje su u jeku razmirica u svezi eksploatacije i transporta plina (sav izvoz plina, koji je esencijalno važan za gospodarstva tih zemalja, ostvaruje se preko Rusije) sve odlučile ne sudjelovati na zakazanom sastanku šefova vlada ZND; što je iščitano kao proteset protiv de facto dominacije Rusije u ZND. Nakon početka rata u istočnoj Ukrajini 2014. god., Ukrajina je jako smanjila svoju suradnju u ZND, a 2018. godine je i formalno najavljeno istupanje Ukrajine iz tog saveza.

## Vanjske poveznice
- Zajednica neovisnih država Hrvatska enciklopedija
- Commonwealth of Independent States (engl.)